# Hugo X. von Lusignan

Wappen des Hugo X. von Lusignan

Hugo X. von Lusignan, genannt der Braune (Le Brun) (1200 bezeugt; † 5. Juni 1249 bei Damiette) war Herr von Lusignan, Graf von La Marche und Angoulême. Er war der einzige Sohn von Hugo IX. von Lusignan und Agathe von Preuilly.

## Biographie
Hugo nahm gemeinsam mit seinem Vater am Kreuzzug von Damiette teil, auf dem sein Vater 1219 verstarb, worauf Hugo dessen Nachfolge als Herr von Lusignan und Graf von La Marche antrat. Ein Jahr darauf, im März oder April 1220, heiratete er Isabella von Angoulême, die einst mit seinem Vater verlobt gewesen war und die als Witwe des englischen Königs Johann Ohneland mittlerweile wieder auf ihren heimatlichen Besitzungen lebte, welche so in die Hand der Lusignans übergingen. Das zwischenzeitliche Verlöbnis mit deren Tochter, Johanna von England, wurde fallen gelassen.
Hugo unterstützte in den folgenden Jahren König Ludwig VIII. von Frankreich in dessen Kampf gegen die Plantagenets. Dabei war er als Heerführer in der Gascogne gegen seinen Stiefsohn Richard von Cornwall wenig erfolgreich, erhielt aber Saint-Jean-d’Angély und Teile des Aunis vom König als Pfand überreicht. Unter dem Eindruck des Erstarken der königlichen Macht in Aquitanien und dem Einfluss seiner geltungssüchtigen Frau wandte sich Hugo danach aber oppositionellen Kräften um Peter Mauclerc zu.
Während der Belagerung von Avignon im Juli 1226 verließ Hugo zusammen mit Mauclerc das königliche Kreuzfahrerheer, noch bevor die Stadt eingenommen war. Nach dem Tod des Königs stellte sich Hugo zusammen mit anderen unzufriedenen Baronen gegen die Regentschaft der Königin Blanka von Kastilien, musste sich aber nach dem Seitenwechsel Graf Theobalds IV. von Champagne im Frühjahr 1227 der Regentin in Vendôme unterwerfen. Sein ältester Sohn wurde mit der Prinzessin Isabella und eine seiner Töchter mit Prinz Alfons von Poitiers verlobt, im Gegenzug musste er Aunis und Saint-Jean-d’Angély an die Krone zurückgeben.
Noch im selben Jahr schloss sich Hugo erneut Mauclerc an, der sich des jungen Königs Ludwig IX. in Montlhéry bemächtigen wollte. Nach wechselvollen Kämpfen unterwarf sich Hugo aber im Oktober 1229 der Krone, nachdem Mauclerc dem englischen König (Hugos Stiefsohn Heinrich III.) gehuldigt hatte und half anschließend bei der Einnahme von Clisson. Dafür erhielt Hugo die ihm 1227 entzogenen Burgen im Aunis als Pfand zurück und das Verlöbnis zwischen Prinzessin Isabella und seinem Sohn wurde erneuert.
Dennoch sollte sich sein Verhältnis zur Krone erneut verschlechtern, als 1241 Prinz Alfons in Saumur als Graf von Poitou eingesetzt wurde und Hugo diesem, und nicht dem König, huldigen musste. Weiterhin verlangte der König die Rückgabe der Pfänder im Aunis aufgrund der nicht erfolgten Heirat seines Sohnes (der hatte eine Tochter Mauclercs geheiratet) mit Prinzessin Isabella. Hugo verschwor sich darauf mit seinem Schwiegersohn Graf Raimund VII. von Toulouse und anderen unzufriedenen Vasallen des Poitou zu einem Aufstand gegen die Krone, diese Allianz fand auch die Unterstützung König Heinrichs III. von England. Zu Weihnachten 1241 kündigte Hugo in Poitiers seinen Lehnseid zu Prinz Alfons auf, worauf er in Paris von einem Pairsgericht zum Rebellen und all seiner Besitzungen für verlustig erklärt wurde.
König Ludwig IX. und Prinz Alfons zogen im Frühjahr 1242 mit 4.000 Rittern und 20.000 Mann Fußvolk in die Saintonge. Dort war unterdessen der englische König gelandet, der den Franzosen entgegen marschierte, während Hugo mit seinen Truppen Saintes besetzte. Am 21. Juli wurden die Engländer in der Schlacht bei Taillebourg geschlagen und nach Saintes zurückgedrängt, wo sie und Hugo am Tag darauf erneut unterlagen. Hugo und König Heinrich flohen nach Pons dessen Herr sich aber den Franzosen ergab. Der König von England floh in die Gascogne, Hugo ergab sich am 26. Juli. Er musste seinen Lehnseid gegenüber Prinz Alfons erneuern und ihm alle umstrittenen Pfandschaften, einschließlich dreier eigenen Burgen, als Pfand an diesen aushändigen. Bei der Unterwerfungszeremonie wurde Hugo von einem königlichen Ritter zum Zweikampf aufgefordert, doch der König verhinderte mit seinem Einspruch das Duell.
In den folgenden Jahren blieb Hugo dem König von Frankreich ein ergebener Vasall und schloss sich diesem 1248 zum sechsten Kreuzzug gegen Ägypten an. Dort fiel Hugo um den 5. Juni 1249 bei den Kämpfen vor Damiette, wo dreißig Jahre zuvor sein Vater gestorben war. Sein eigener Sohn, Hugo XI., schloss sich im Oktober 1249 dem Kreuzzug an und wurde nur ein Jahr später im Kampf gegen die Mameluken getötet.
Wenn man den Erläuterungen in den Manuskripten zu Gaucelm Faidits Gedichten glauben darf, dann waren Gaucelm und Hugo von Lusignan Rivalen um die Liebe der Margerethe von Aubusson.

## Nachkommen
Hugo X. und Isabella hatten mindestens zehn Kinder, darunter:
- Hugo XI. (* 1221; † 6. April 1250 bei Fariskur, Ägypten), Herr von Lusignan, Graf von La Marche und Angoulême;
- Agnes († nach dem 7. April 1269) ⚭ Wilhelm II., Herr von Châteauroux;
- Adelheid (Alix) († 9. Februar 1256) ⚭ August 1247 mit John de Warenne, 6. Earl of Surrey;
- Guido († nach dem 18. Oktober 1281), Herr von Couhé und Cognac;
- Gottfried († um 1274), ⚭ 1259 Johanna, Vizegräfin von Châtellerault;
- Wilhelm († 1296), Herr von Valence, Montignac, Rançon, Bellac und Champagnac, Graf von Pembroke;
- Aymer († in Paris 1260), von 1250 bis 1260 Bischof von Winchester;
- Isabella († 14. Januar 1300), ⚭ (1) Moritz IV., Herr von Craon (Haus Craon), ⚭ (2) 1251 Gottfried IV. von Rançon, Herr von Taillebourg, Seneschall von Poitou;
- Margerethe († 22. Oktober 1288), ⚭ (1) 1243 Raimund VII., Graf von Toulouse, ⚭ (2) Amalrich IX., Vizegraf von Thouars (Haus Thouars), ⚭ (3) Gottfried V. von Châteaubriant.